# Erzschwebfliegen
Die Erzschwebfliegen (Cheilosia) sind eine mit bislang etwa 445 beschriebenen Arten umfangreiche Gattung der Fliegen aus der Familie der Schwebfliegen (Syrphidae).

## Artenanzahl
Im Jahr 2010 waren 439 Cheilosia-Arten weltweit bekannt, 2015 kamen sechs Arten neu hinzu, was die Gesamtzahl bislang beschriebener Arten auf 445 erhöhte.
Die Erzschwebfliegen gelten als die artenreichste paläarktische Gattung der Schwebfliegen.

## Taxonomie und Schwierigkeiten bei der Bestimmung

### Defizite
Allerdings ist die paläarktische Liste der Erzschwebfliegen-Arten mit Synonymen und verwirrenden Beschreibungen durchsetzt, allein im Jahre 2007 wurden 40 Namen entweder als Synonyme oder als Nomina dubia erkannt, sodass die Artenzahl je nach Erkenntnisstand schwankt. Auch sind deswegen bei Feldbestimmungen Änderungen von Namen gegenüber früheren Checklisten nötig. Cheilosia gelten in diesem Kontext als „kleine unauffällige Tiere“, als „sich unter häufigeren  Doppelgängern „versteckende“ Arten“. So ist C. impudens „unter Freiland-Bedingungen nicht von C. grisella zu unterscheiden“. Solche Arten entgehen unter eudominanten Arten wie C. grisella leicht dem Nachweis.
Darüber hinaus haben sich in Europa und in Ostasien unterschiedliche Systematiken entwickelt. Auch werden in Einzelfällen Fehlbestimmungen erwiesen oder vermutet.

### Untergattungen
Anatolij V. Barkalov klassifizierte die Cheilosia-Arten im Jahr 2002 in 13 Untergattungen (Subgenera), wobei er 9 davon neu auswies: Cheilosia Meigen, 1822; Endoiasimyia Bigot, 1882 (= Sonanomyia Shiraki, 1930); Taeniochilosia Oldenberg, 1916 (= Nigro-cheilosia Shatalkin, 1975); Hiatomyia Shannon, 1922; Neocheilosia Barkalov, 1983; Eu-cartosyrphus Barkalov, 2002; Floccocheila Barkalov, 2002; Pollinocheila Barkalov, 2002; Montanocheila Barkalov, 2002; Nephocheila Barkalov, 2002; Conicheila Barkalov, 2002; Convocheila  Barkalov, 2002 und Rubrocheila Barkalov, 2002.

## Weitere Wissenslücken
Auch zur Ökologie der Erzschwebfliegen-Arten – und hier insbesondere der Larven – gibt es noch deutliche Kenntnisdefizite. So ist zum Beispiel unklar, wovon die Larven von Cheilosia laticornis leben. Auch etwa von Cheilosia nebulosa ist kaum etwas zur Larvennahrung bekannt; einzig die Eiablage an der Schwarzen Flockenblume (Centaurea nigra) wurde bisher beobachtet. Cheilosia latifrons wurde auf dem 1565 m hohen Gipfel des Hohen Häderich (Bayern, Allgäuer Alpen) bei der Eiablage am Herbst-Löwenzahn (Leontodon autumnalis) beobachtet. Aus dem Ei entwickelte sich jedoch an ausgegrabenen und kultivierten Pflanzen bei der Präparation im späten Herbst keine Larve, sodass zwar ein Hinweis auf die Wirtspflanze vorliegt, zumal sich das Verbreitungsgebiet von C. latifrons sich weitgehend mit der Verbreitung des Herbst-Löwenzahns deckt, jedoch kein definitiver Nachweis der Nahrungspflanze dieser Art gemacht werden kann. So sind nur für wenige der Cheilosia-Arten die Pflanzen bekannt, in denen sich ihre Larven entwickeln.

## Merkmale
Die meisten Arten der Gattung Cheilosia sind in der Regel als erwachsenen Tiere (Imagines) „schwarz gefärbt“, „wirken eher unauffällig“ und sind daher „im Gelände nur schwer anzusprechen“. Jedoch sind einige Arten abweichend gefärbt wie zum Beispiel die Pelzige Erzschwebfliege (Cheilosia chrysocoma), deren Hinterleib dicht und auffallend fuchsrot behaart ist, oder sie ahmen, wie beispielsweise die Bunte Erzschwebfliege (Cheilosia illustrata), manche wehrhafte Hymenoptera nach (Mimikry). Dadurch täuschen diese Arten eine nicht vorhandene Gefährlichkeit vor. Die Bunte Erzschwebfliege wirkt wie eine kleine Hummel (Hummelmimikry).
Die Arten der Gattung Cheilosia haben ein Gesicht mit deutlichem Mundhöcker und mit Augenwülsten, das sind flache Wülste, die am Augenrand entlang bis in die Gegend des Mundhöckers hinaufziehen. Der Hinterleib ist meist ganz schwarz, jedoch niemals mattschwarz mit glänzendem Rand, aber manchmal mit glänzenden und matten Teilen. Die Färbung ist manchmal auch olivgrün oder mit bläulichem Widerschein. Der Körper ist manchmal ziemlich stark behaart. Die Größe beträgt bis 15 mm.

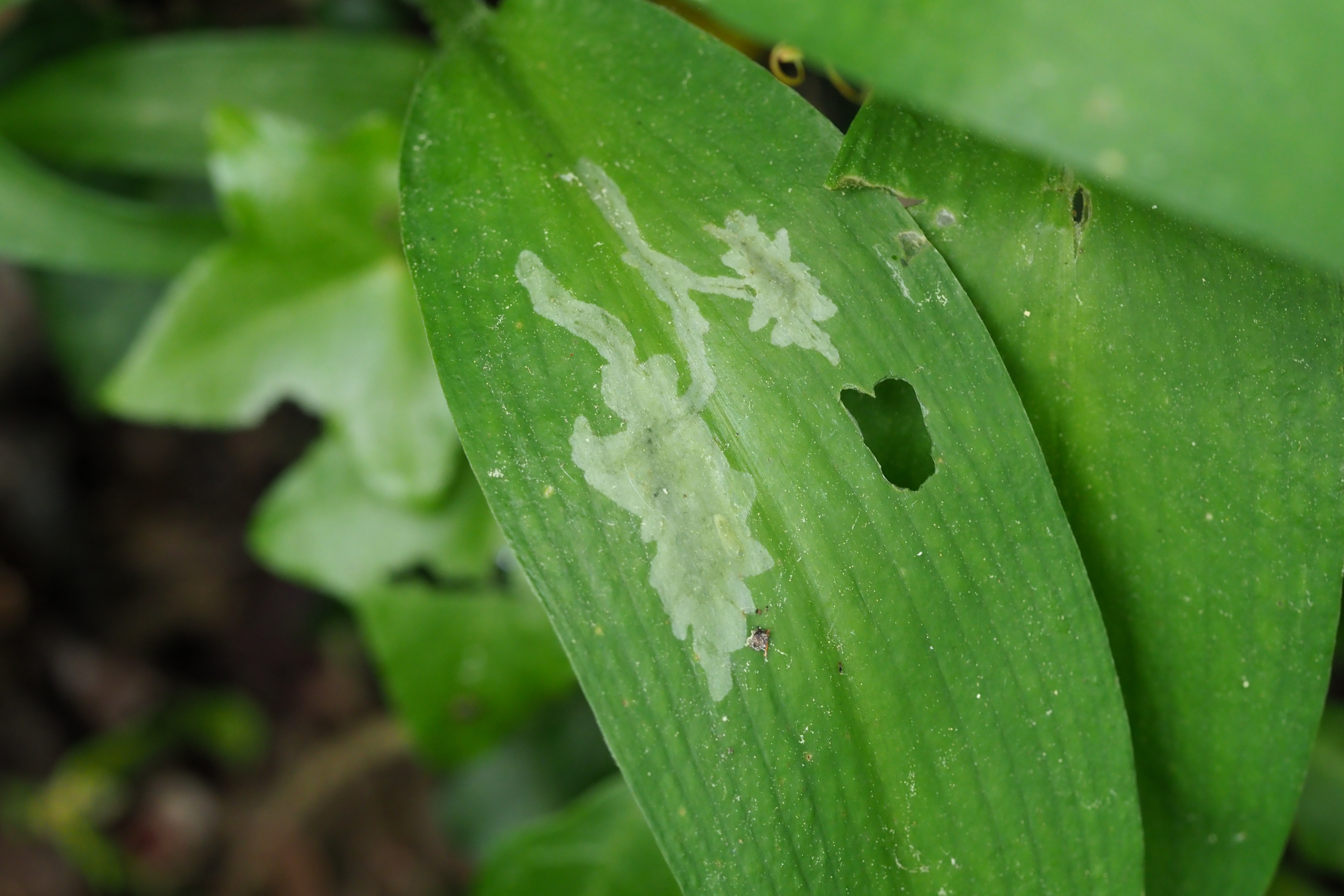
Fraßgänge der minierenden Larve der Bärlauch-Erzschwebfliege (Cheilosia fasciata)
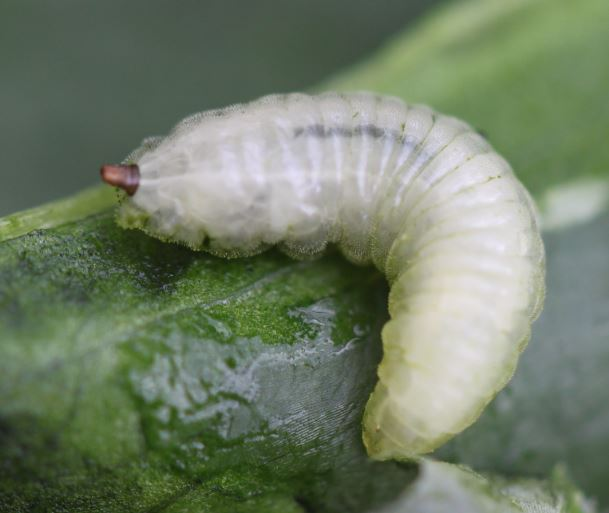
Larve der Bärlauch-Erzschwebfliege (Cheilosia fasciata)
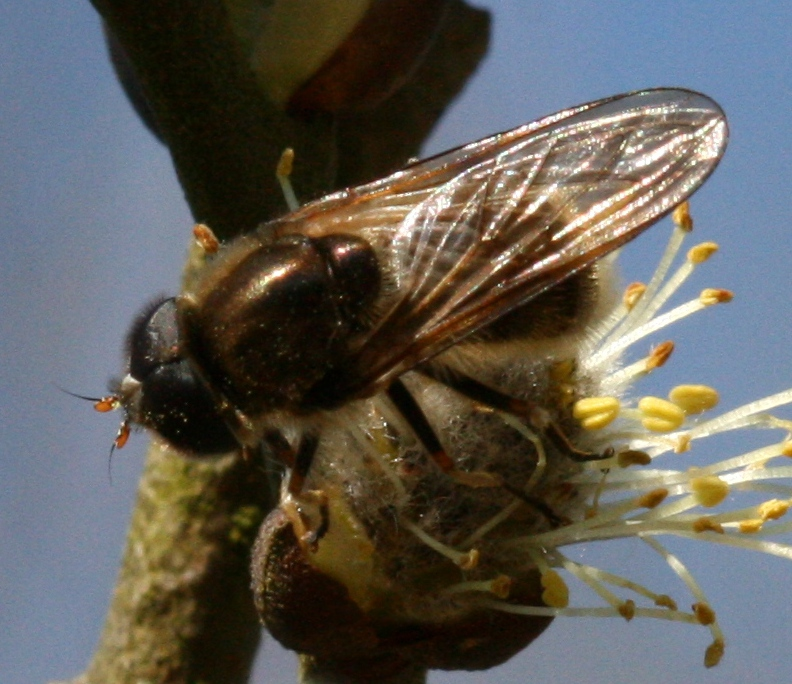
Männliche Weiden-Erzschwebfliege (Cheilosia albipila, beachten Sie den geringeren Augenabstand infolge der bei Männchen vergrößerten Facettenaugen)
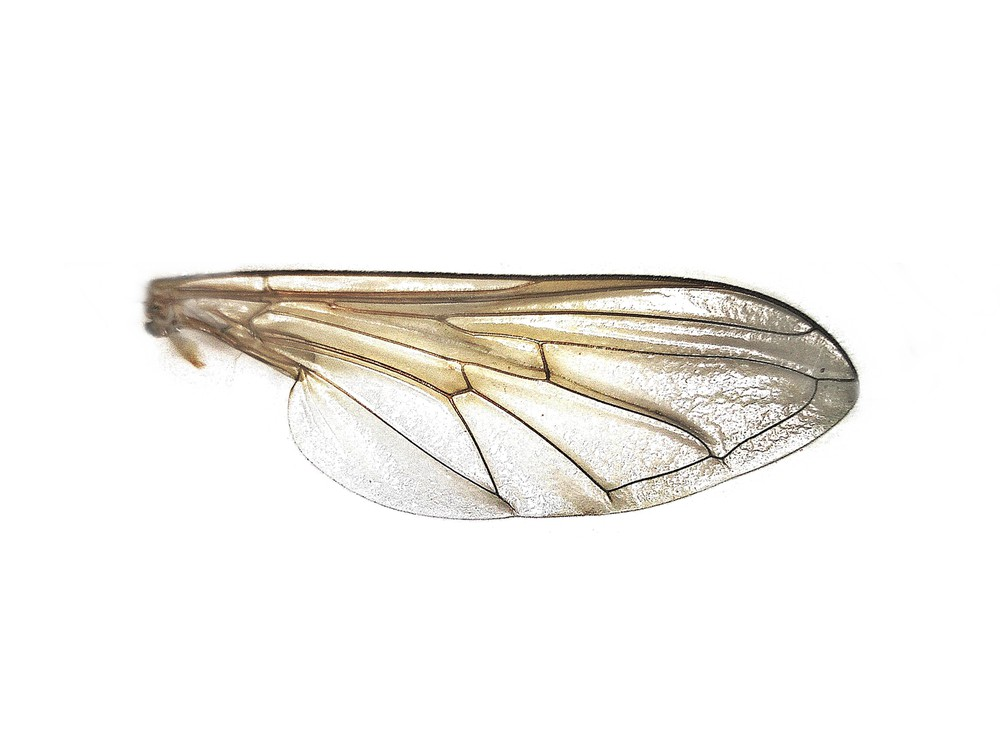
Flügel eines Weibchens der Korbblütler-Erzschwebfliege (Cheilosia canicularis)
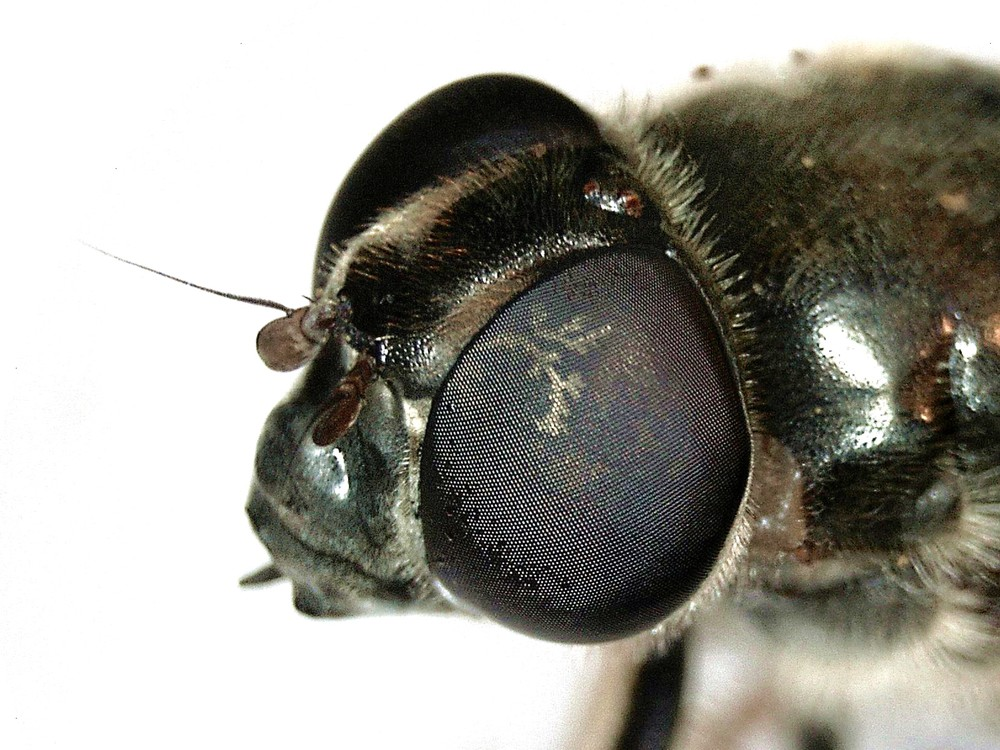
Kopf einer weiblichen Korbblütler-Erzschwebfliege (C. canicularis, beachten Sie den größeren Augenabstand im Vergleich zu männlichen Artgenossen)
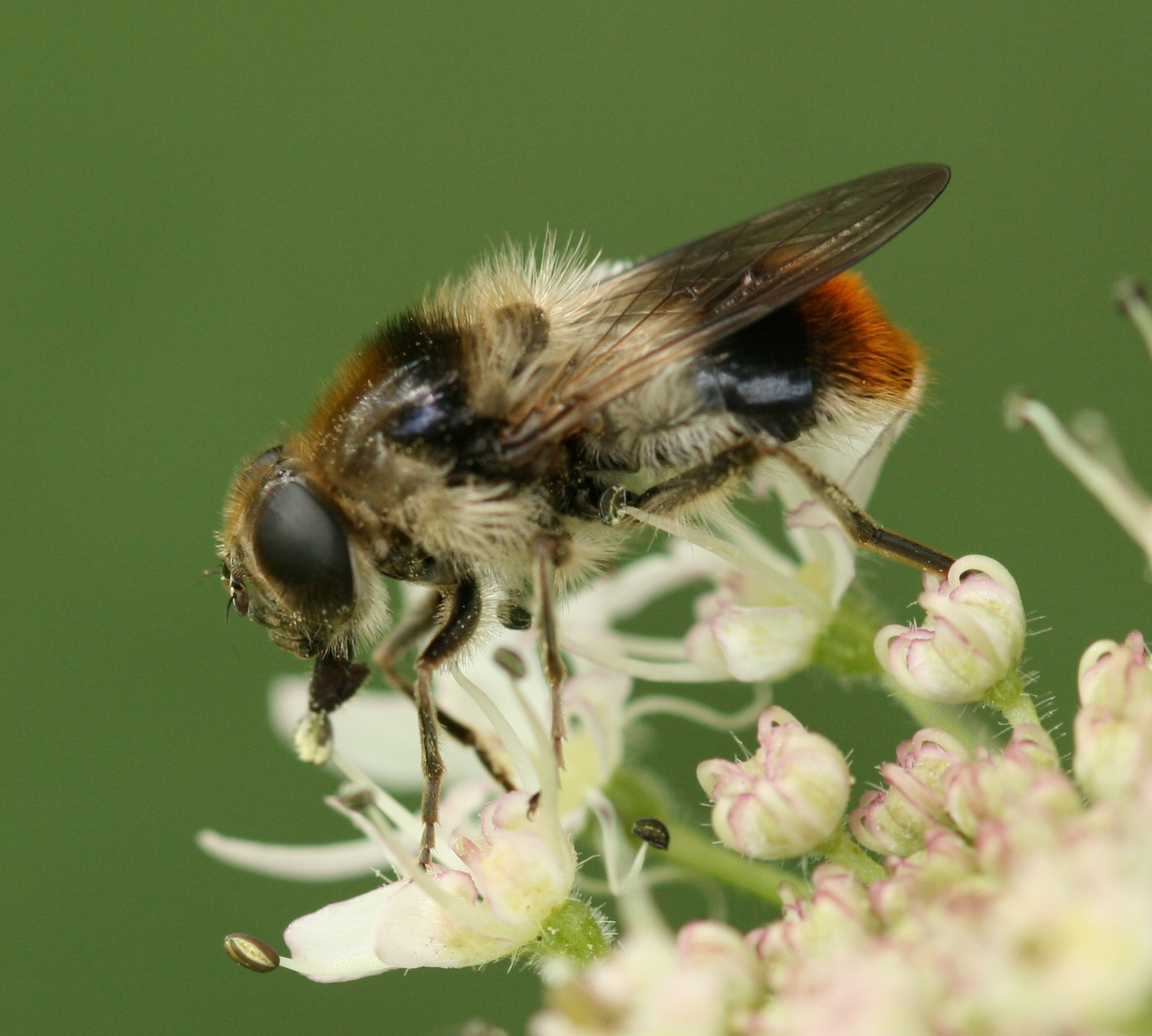
Bunte Erzschwebfliege (Cheilosia illustrata, weiblich)
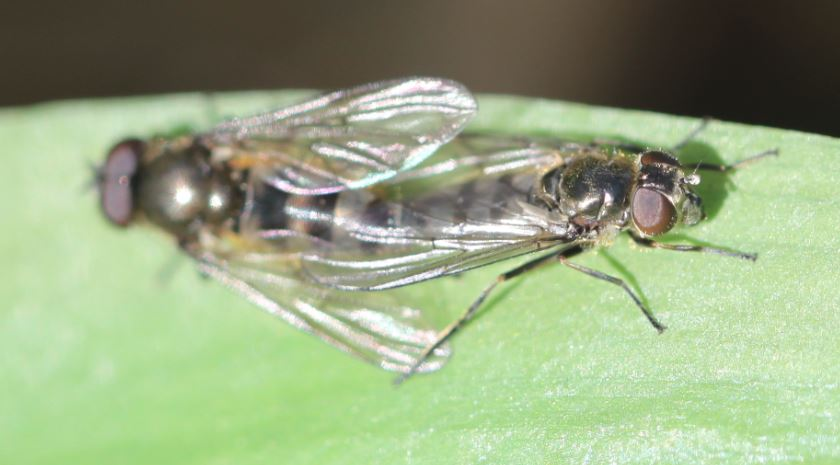
Paarung bei der Bärlauch-Erzschwebfliege (Cheilosia fasciata)

## Biologie, Ökologie und Verbreitung

### Imagines
Die Imagines der Cheilosia werden zum Beispiel in Bayern an Hecken, in montanen Magerrasen in Kalkregionen, in Wiesen, Weiden, alpinen Hochstaudenfluren, Almwiesen, Sümpfen, Feuchtlaubwäldern, an Waldrändern und im Ödland vorgefunden. Sie ernähren sich von Nektar der Blüten von Korbblütlern, von Doldenblütlern und von Hahnenfußgewächsen. Die Imagines von Cheilosia latifrons besuchen „nach de Buck (1990) zahlreiche verschiedene Blüten; von den dort genannten elf Pflanzenarten sind alleine fünf gelb-blühende Cichoriaceen“.
Die Imagines der Cheilosia bevorzugen feuchte Böden und sind zwischen März und September aktiv. Mit einer Körperlänge von 12–14 mm gilt die Korbblütler-Erzschwebfliege (Cheilosia canicularis (Panzer, 1801)) als die größte der in Deutschland beobachteten 60 – teilweise sehr schwer zu unterscheidenden – Cheilosia-Arten.

### Larven

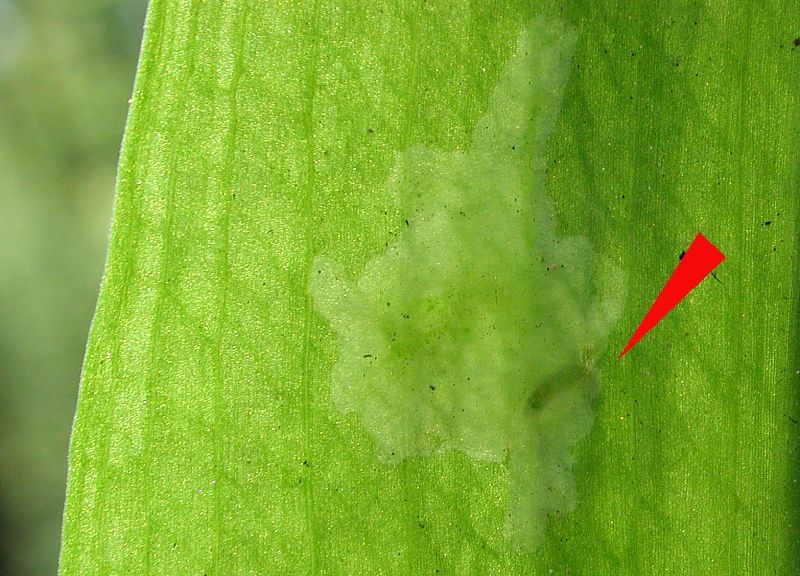
Larve der Bärlauch-Erzschwebfliege (Cheilosia fasciata) innerhalb einer Mine

Die Larven der Erzschwebfliegen sind in der Regel Phytophagen und ernähren sich von Stängeln und Blättern, in die sie sich minierend hineinfressen. So minieren die Larven der Gänsedistel-Erzschwebfliege (Cheilosia caerulescens) Blätter von Hauswurzen. Die Larven von Cheilosia semifasciata minieren in den Blättern der Großen Fetthenne (Sedum telephium).
Wieder andere Larven ernähren sich phytosaprophag in Wurzelstöcken, so minieren die Larven von Cheilosia subpictipennis in den Wurzelstöcken der Bärwurz (Meum athamanticum) und die Larven der Kletten-Erzschwebfliege (Cheilosia impressa) am Wurzelstock der Großen Klette (Arctium lappa). Haben zwei Schwebfliegen-Arten dieselbe Wirtspflanze, so kann beobachtet werden, dass unterschiedliche Bereiche miniert werden. So entwickeln sich die Larven von Portevinia maculata minierend im Blattstiel und in der Zwiebel des Bärlauchs, während sich die Larven der Bärlauch-Erzschwebfliege (Cheilosia fasciata) in dessen Blättern entwickeln. Während sich die Bärlauch-Erzschwebfliege in den Alpen in Blättern des Allermannsharnischs (Allium  victorialis) entwickelt, so nutzt Portevinia maculata (Fallen, 1817) dessen Zwiebeln als Larvennahrung.
Einige Larven sind mycetophag, wie zum Beispiel die der Pilz-Erzschwebfliege (Cheilosia scutellata). Es kommt vor, dass die Larven parasitiert werden, so gilt die Schlupfwespe Phygadeuon ursini als ein Parasitoid der Bärlauch-Erzschwebfliege.

### Puppenstadium
Die Mehrzahl der Arten überwintert als Puppe.

### Lebensraum
Viele Arten sind charakteristisch für die nördlichen und alpinen Regionen der borealen Zone und allgemein für die Bergregionen der nördlichen Hemisphäre.

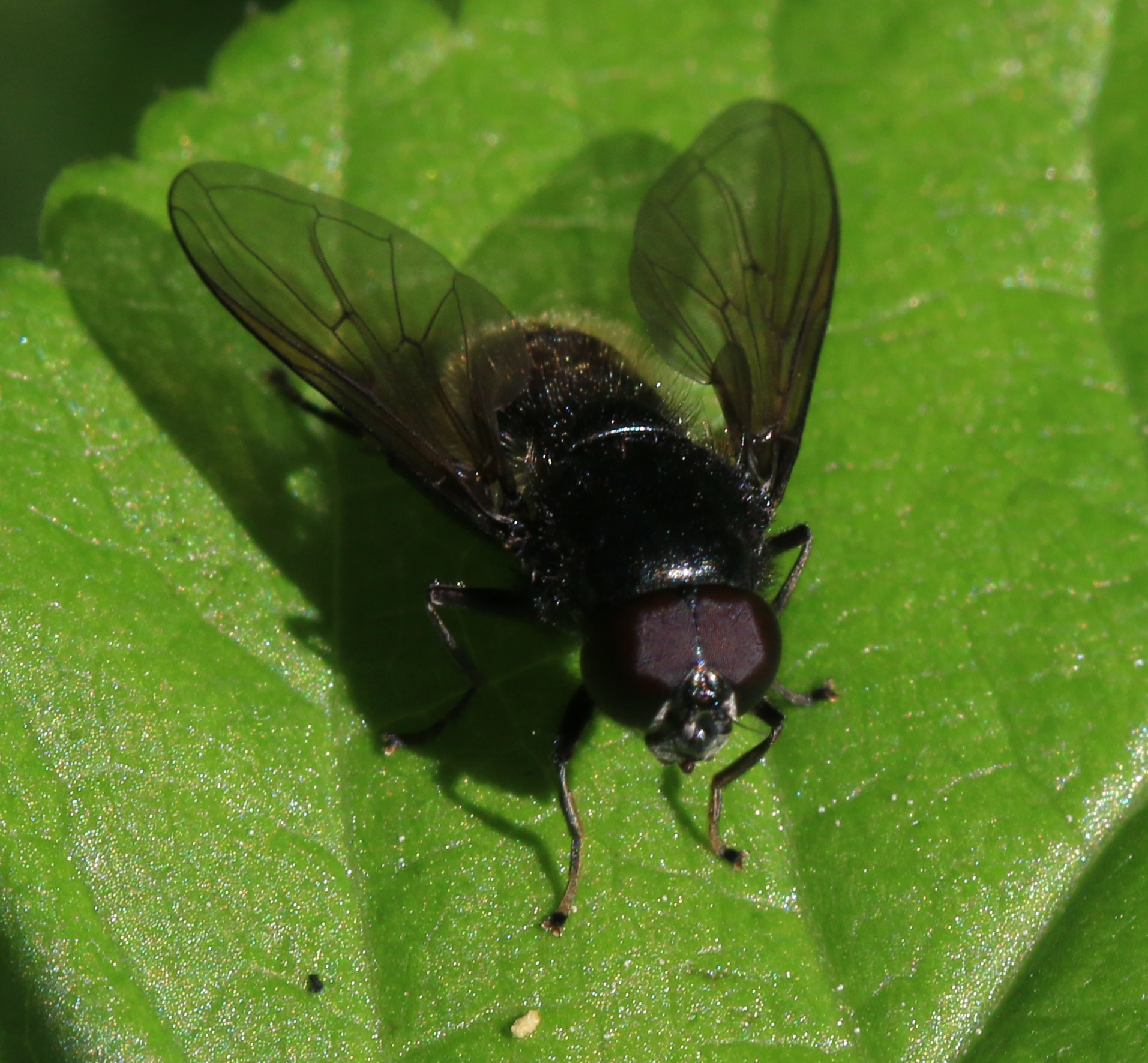
Weißfuß-Erzschwebfliege (Cheilosia albitarsis, männlich)
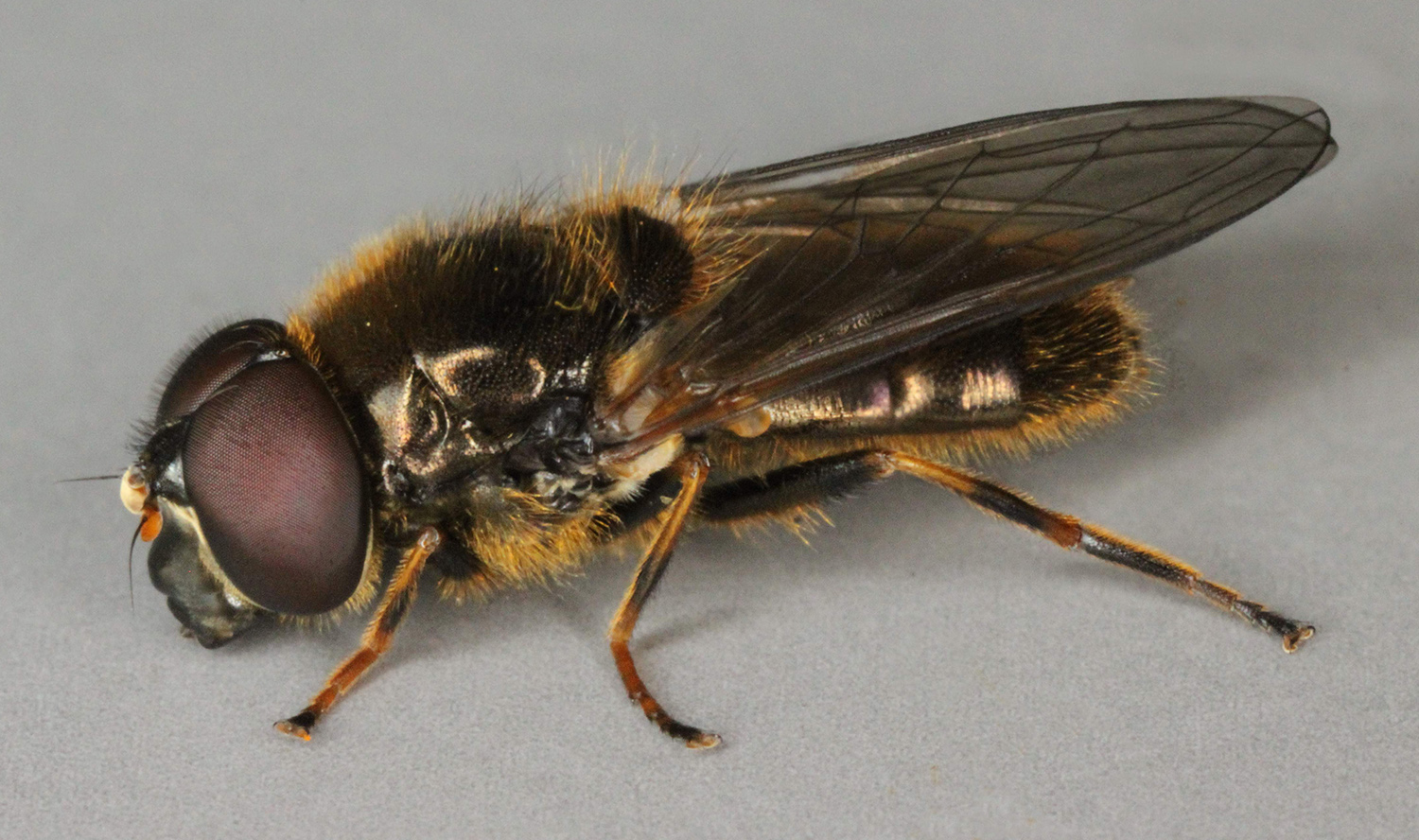
Cheilosia bergenstammi (männlich)
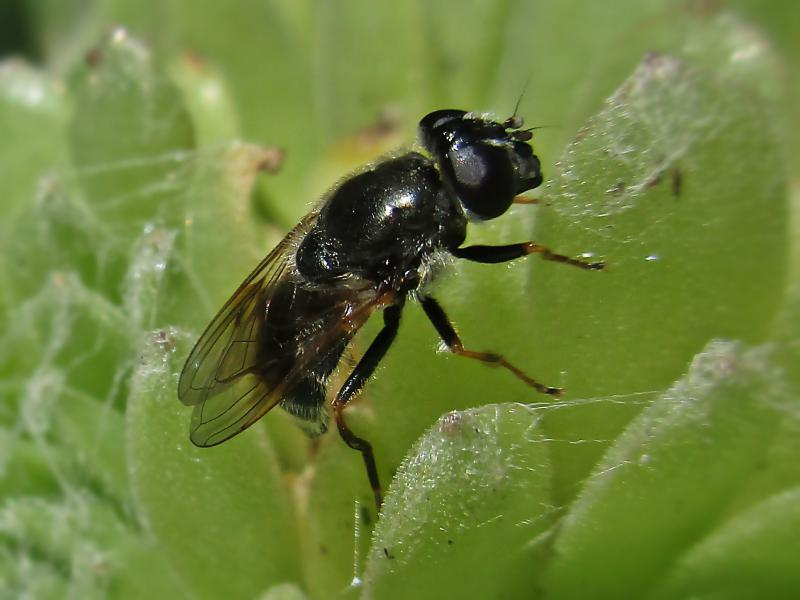
Gänsedistel-Erzschwebfliege (Cheilosia caerulescens, weiblich, auf Hauswurz)
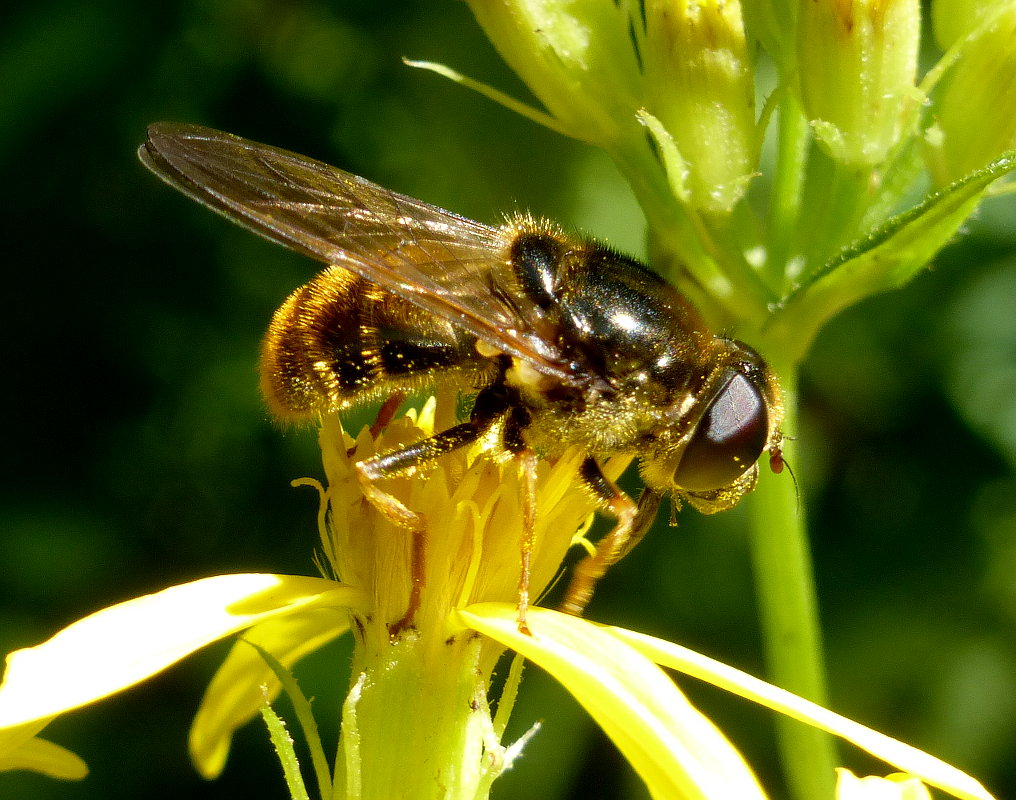
Korbblütler-Erzschwebfliege (Cheilosia canicularis, weiblich)
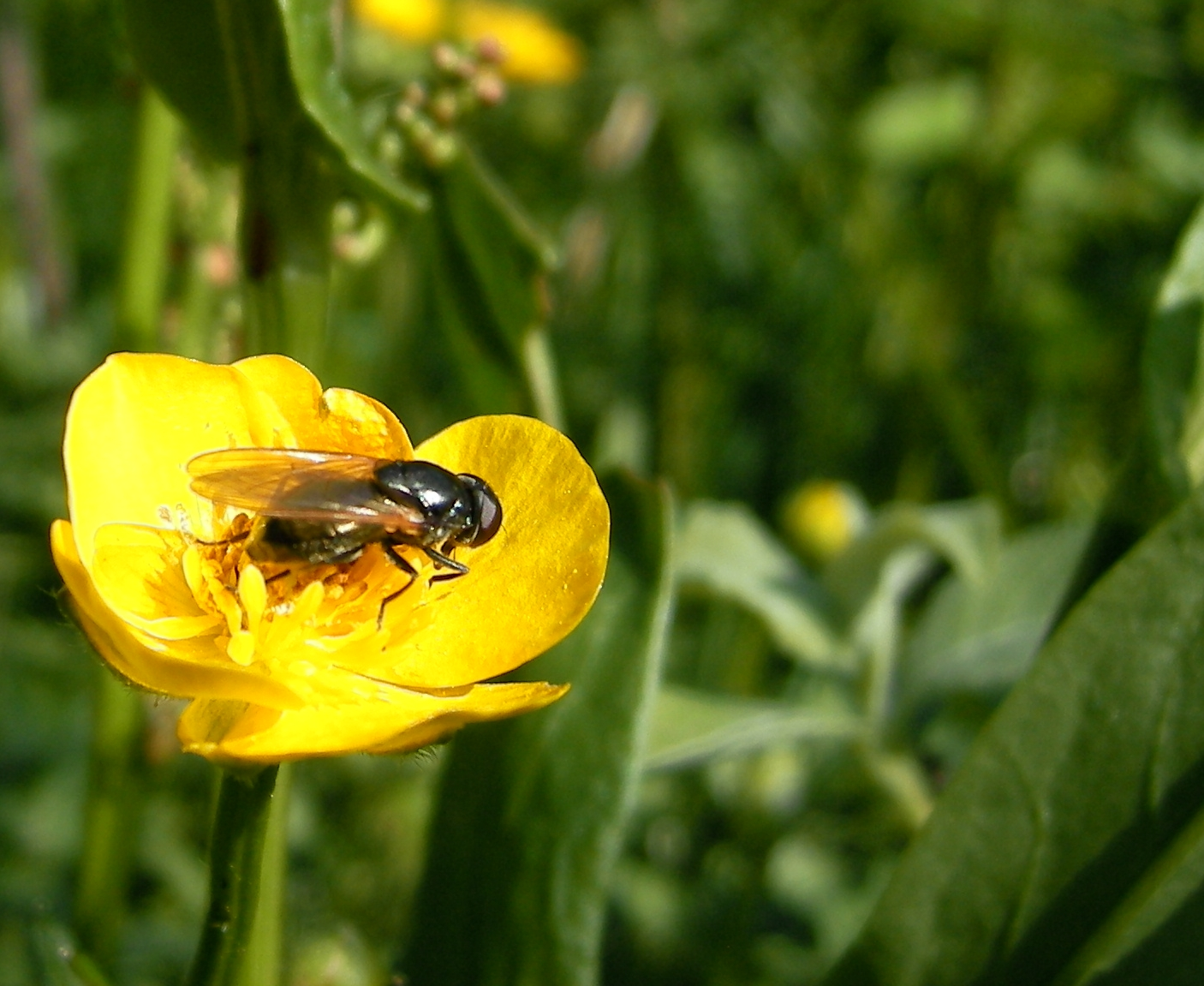
Cheilosia carbonaria
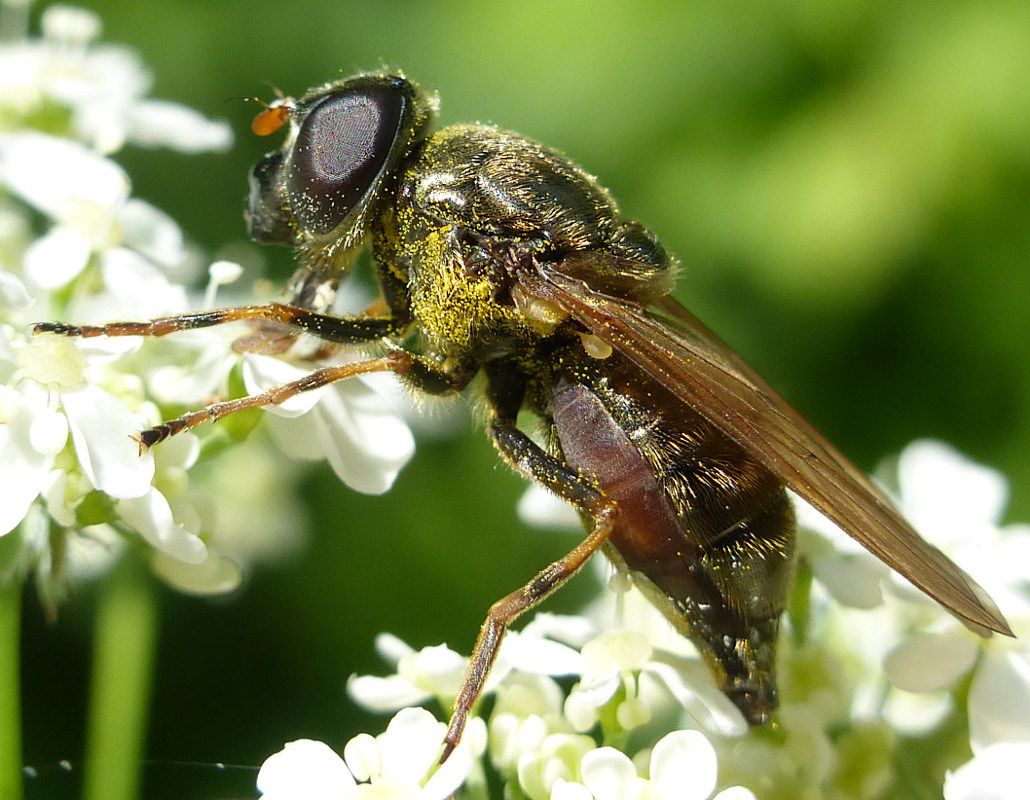
Cheilosia chloris (weiblich)
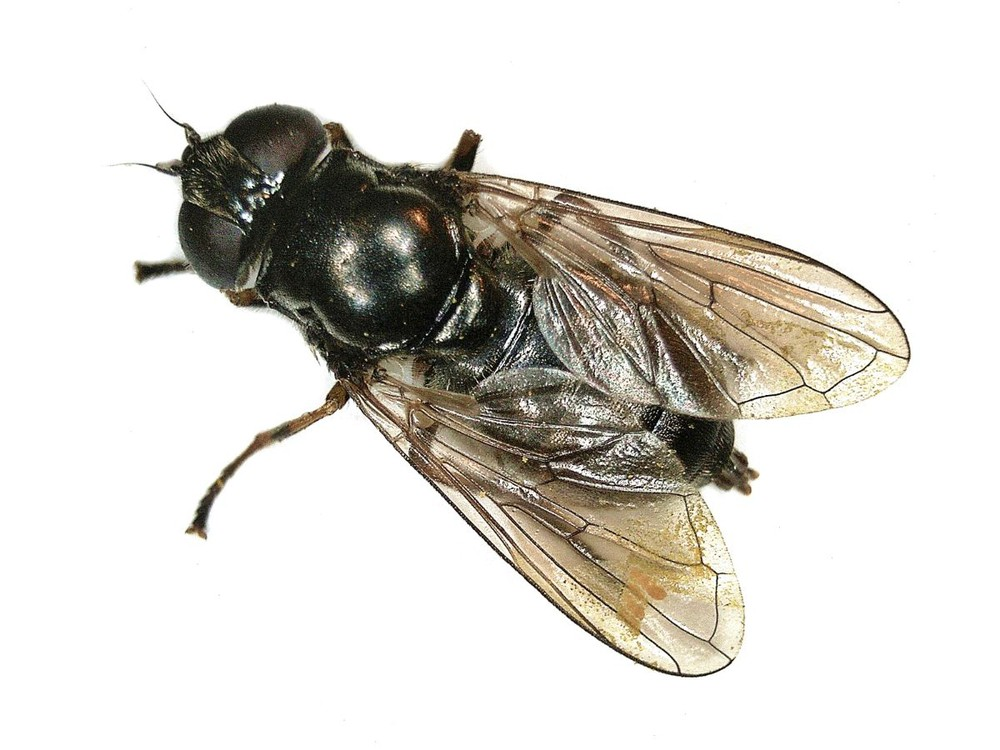
Cheilosia cynocephala
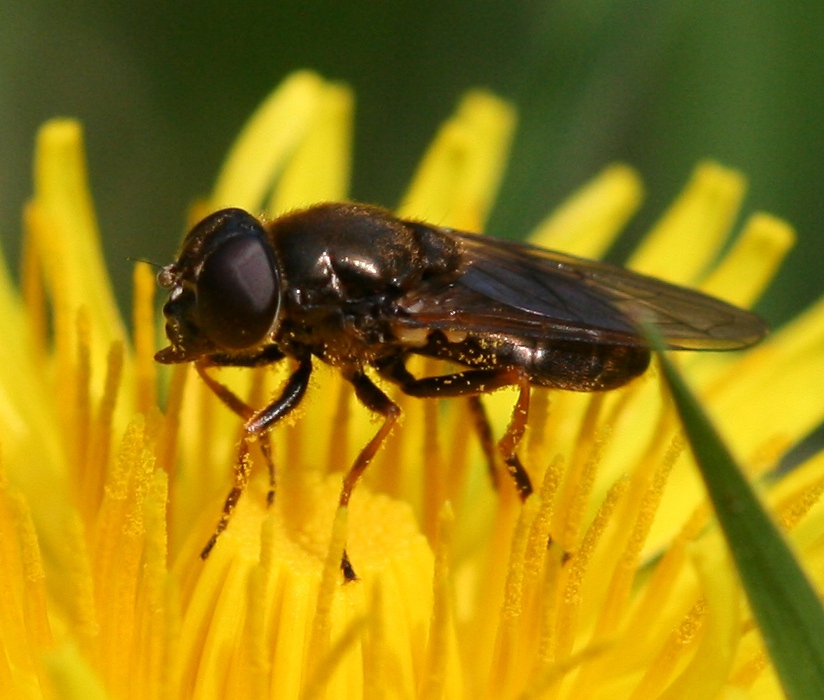
Cheilosia fraterna (weiblich)
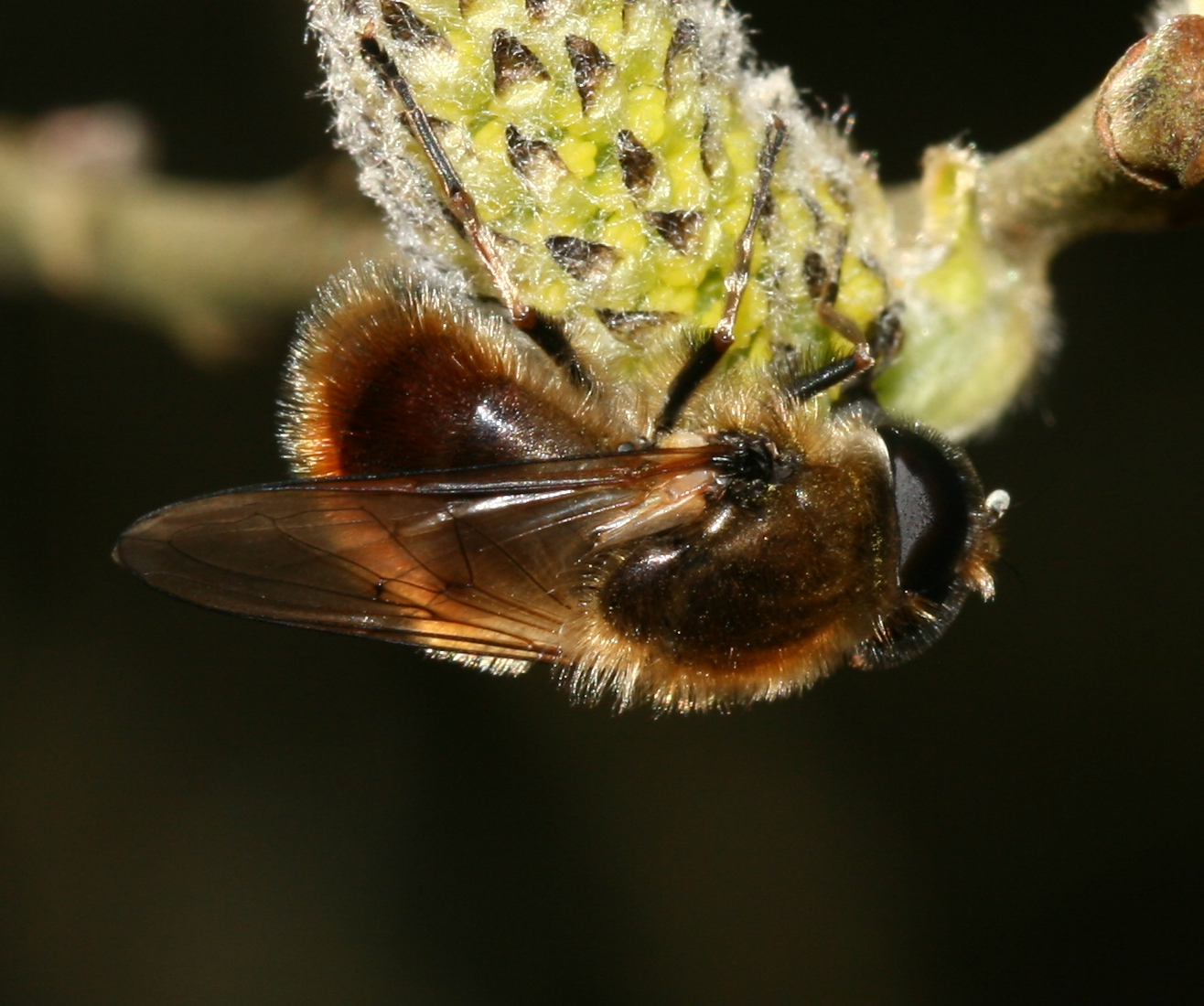
Cheilosia grossa (männlich)
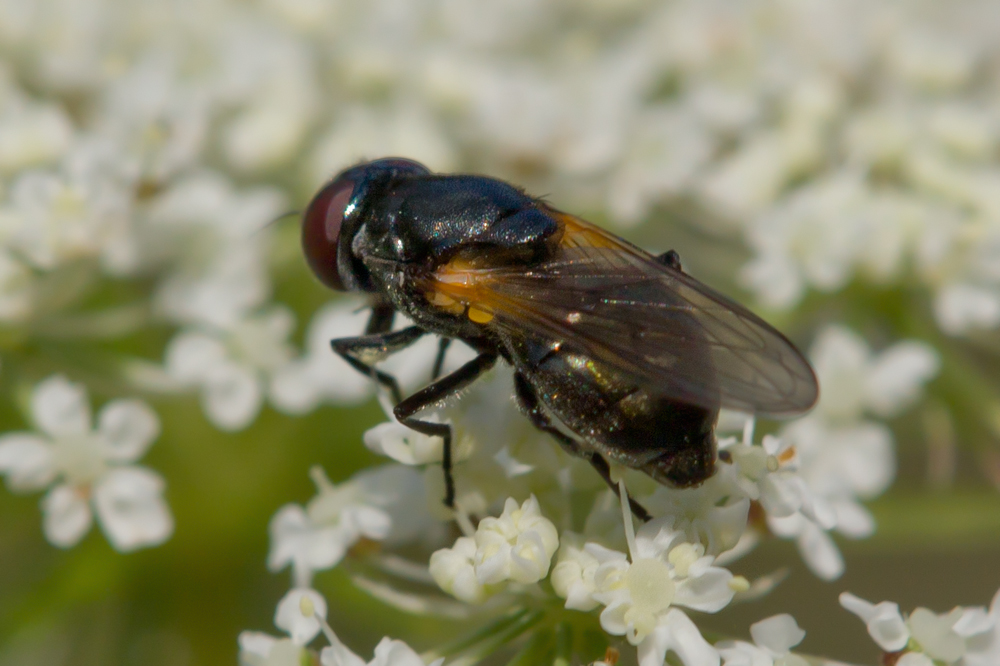
Gelbflügel-Erzschwebfliege (Cheilosia impressa)
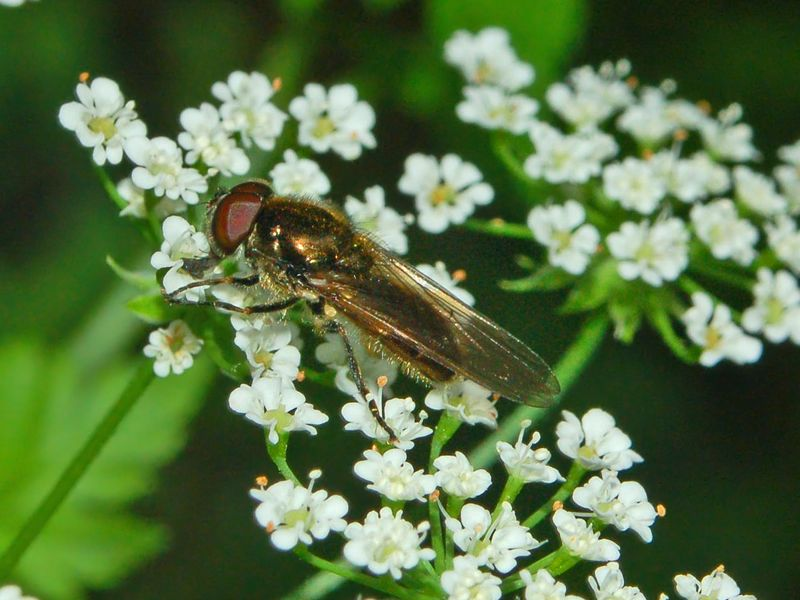
Cheilosia latifrons
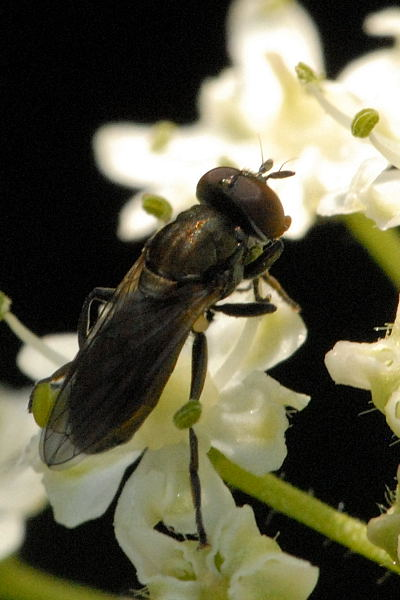
Cheilosia.mutabilis
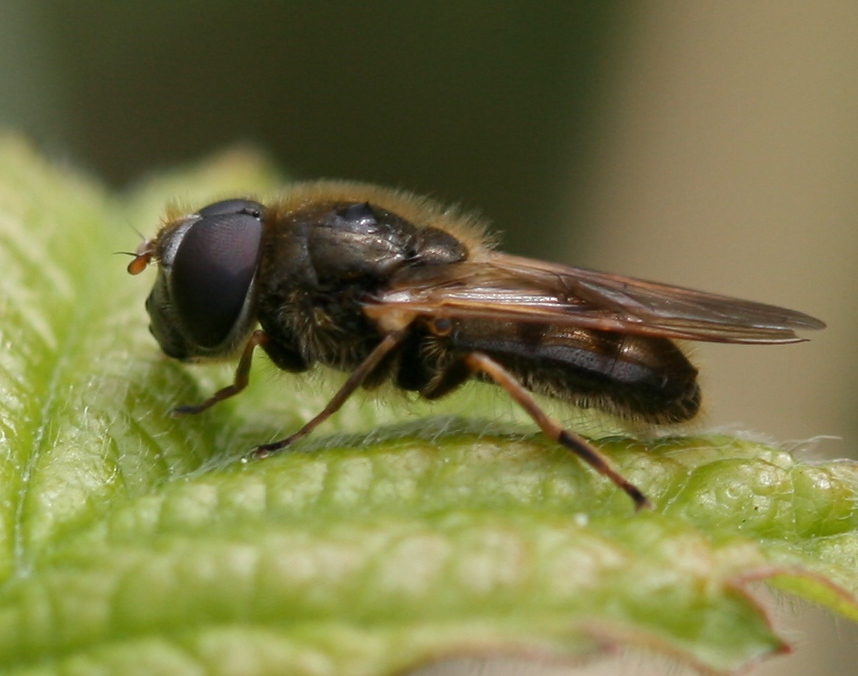
Cheilosia nebulosa (männlich)
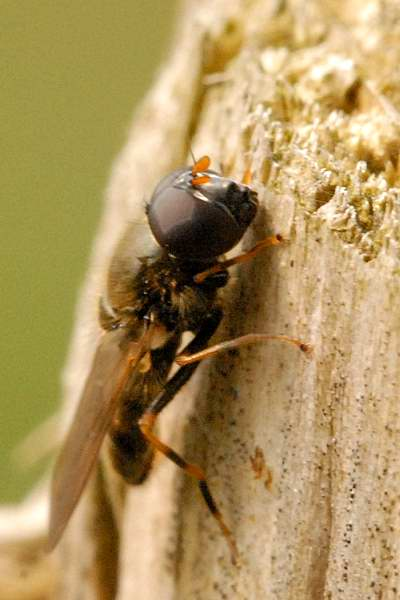
Kleine Erzschwebfliege (Cheilosia.pagana)
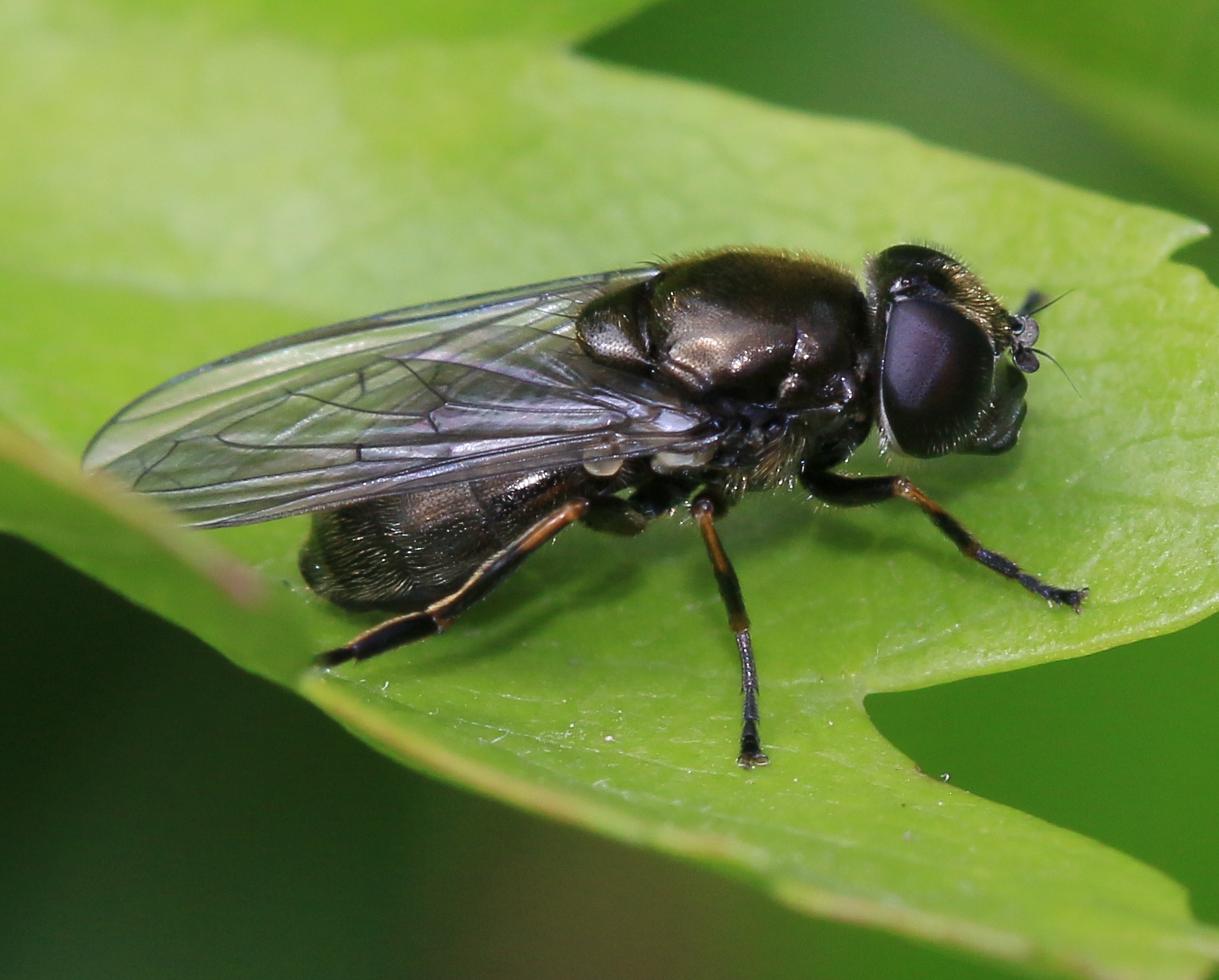
Cheilosia proxima
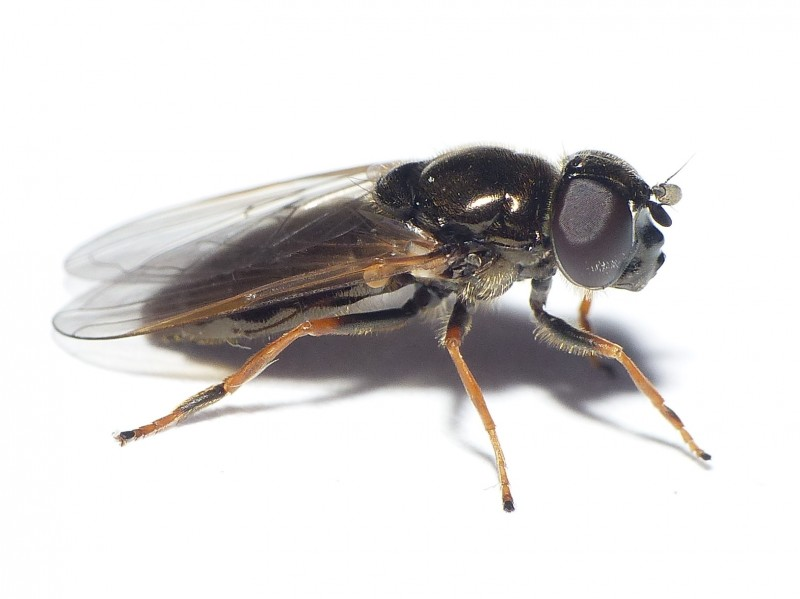
Cheilosia psilophthalma
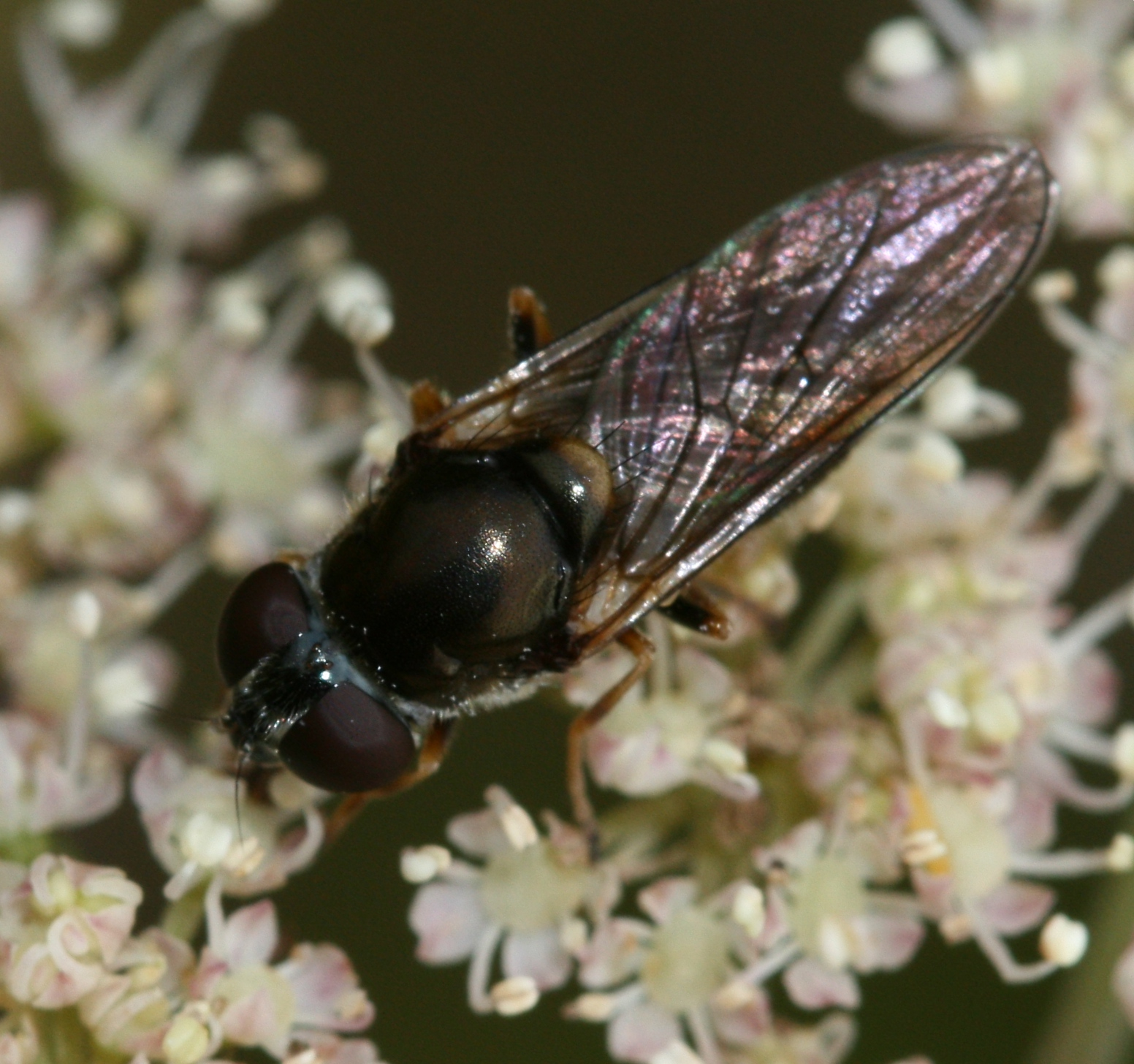
Pilz-Erzschwebfliege (Cheilosia scutellata, weiblich)
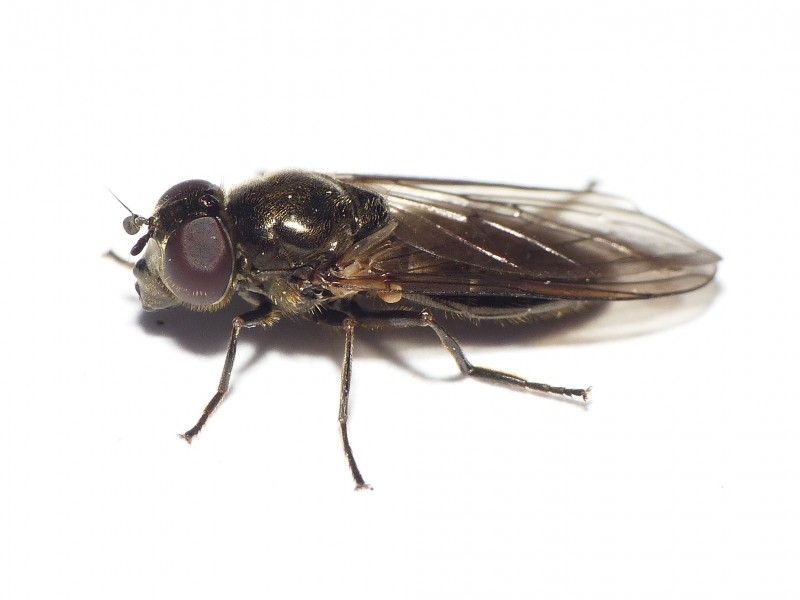
Cheilosia semifasciata (weiblich)
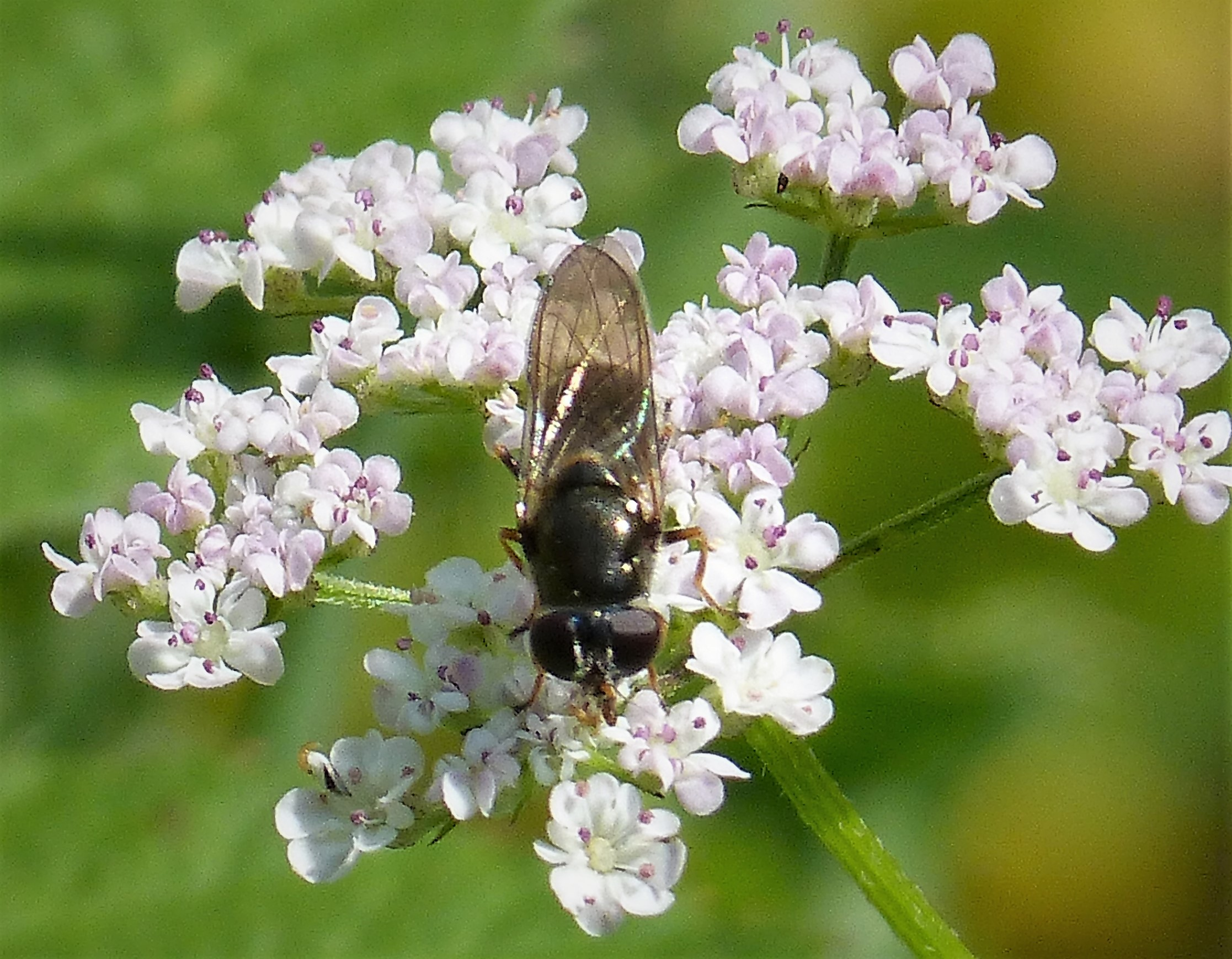
Cheilosia soror
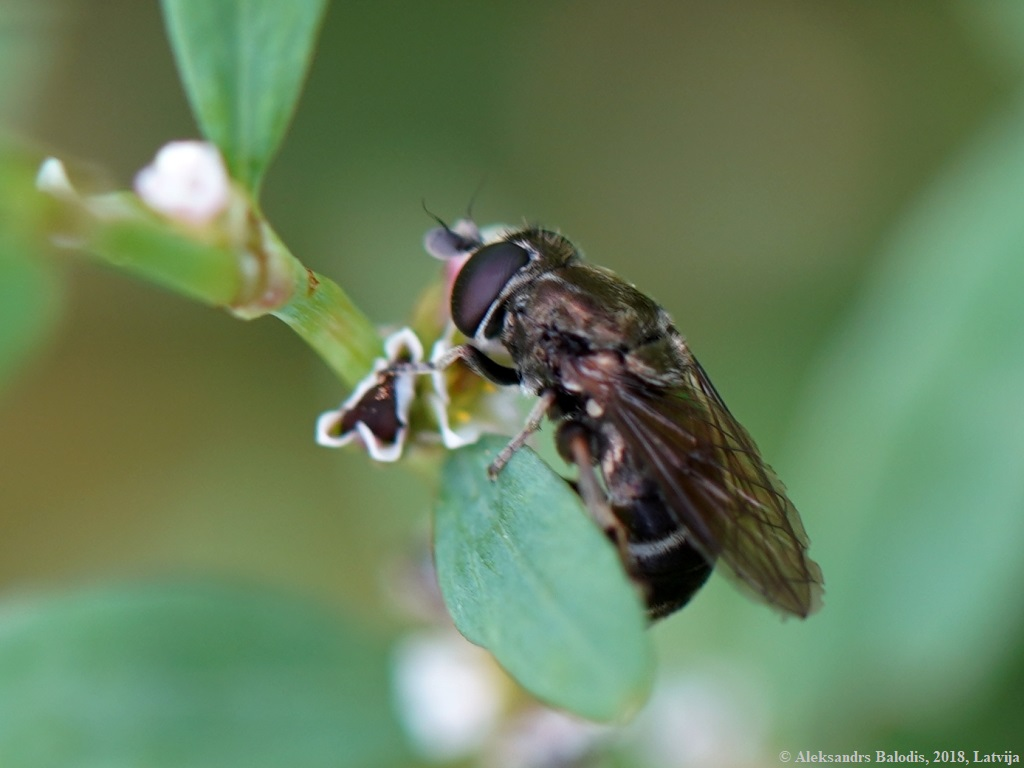
Cheilosia vulpina
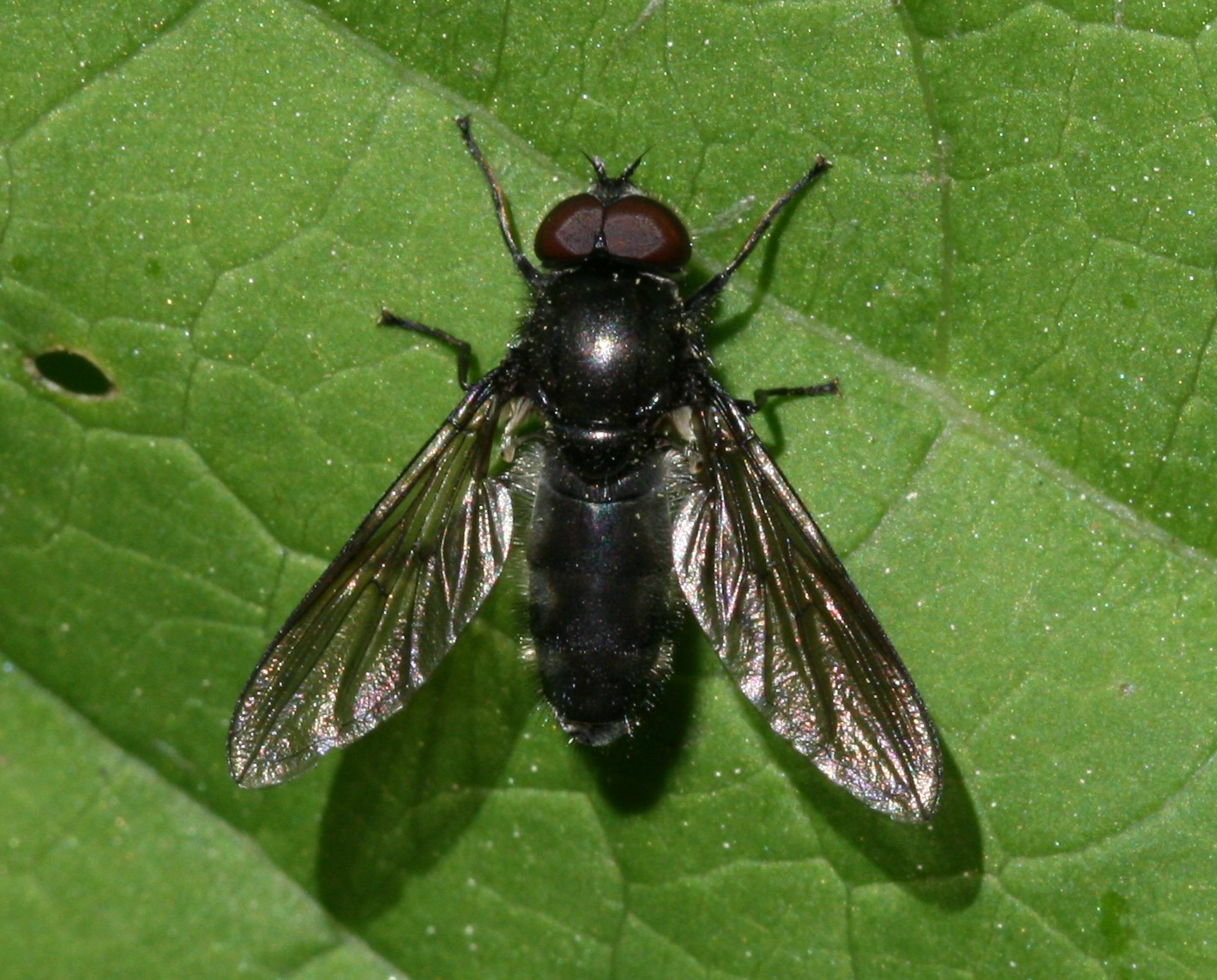
Gemeine Erzschwebfliege (Cheilosia variabilis, männlich)
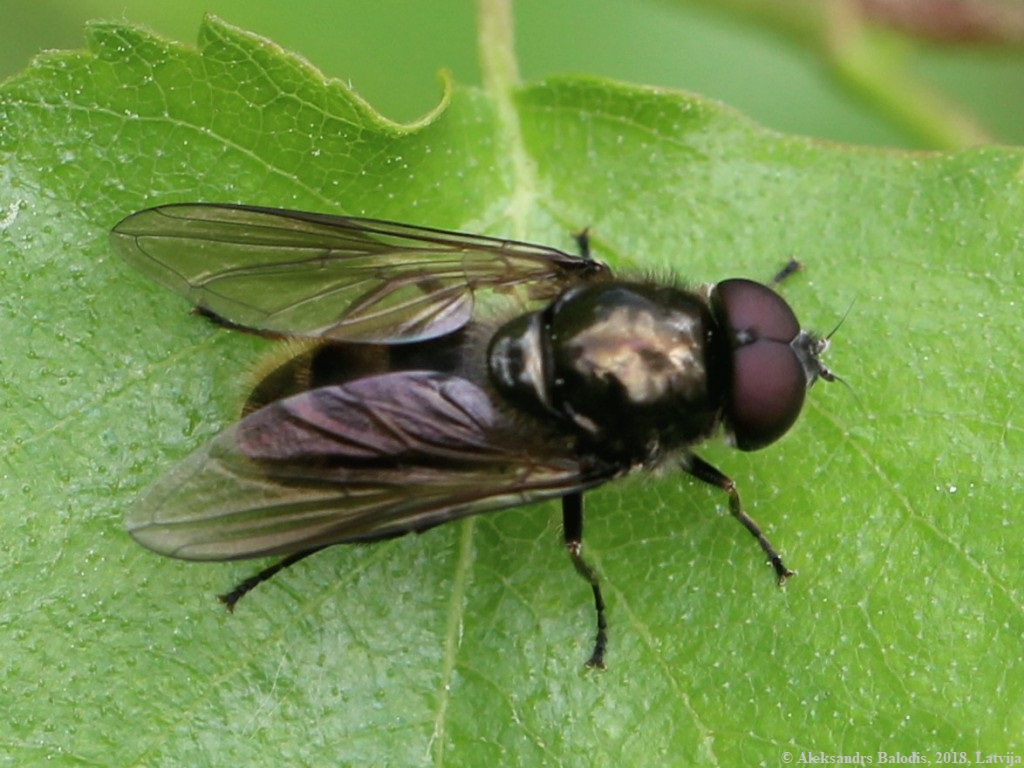
Frühlings-Erzschwebfliege (Cheilosia vernalis, männlich)
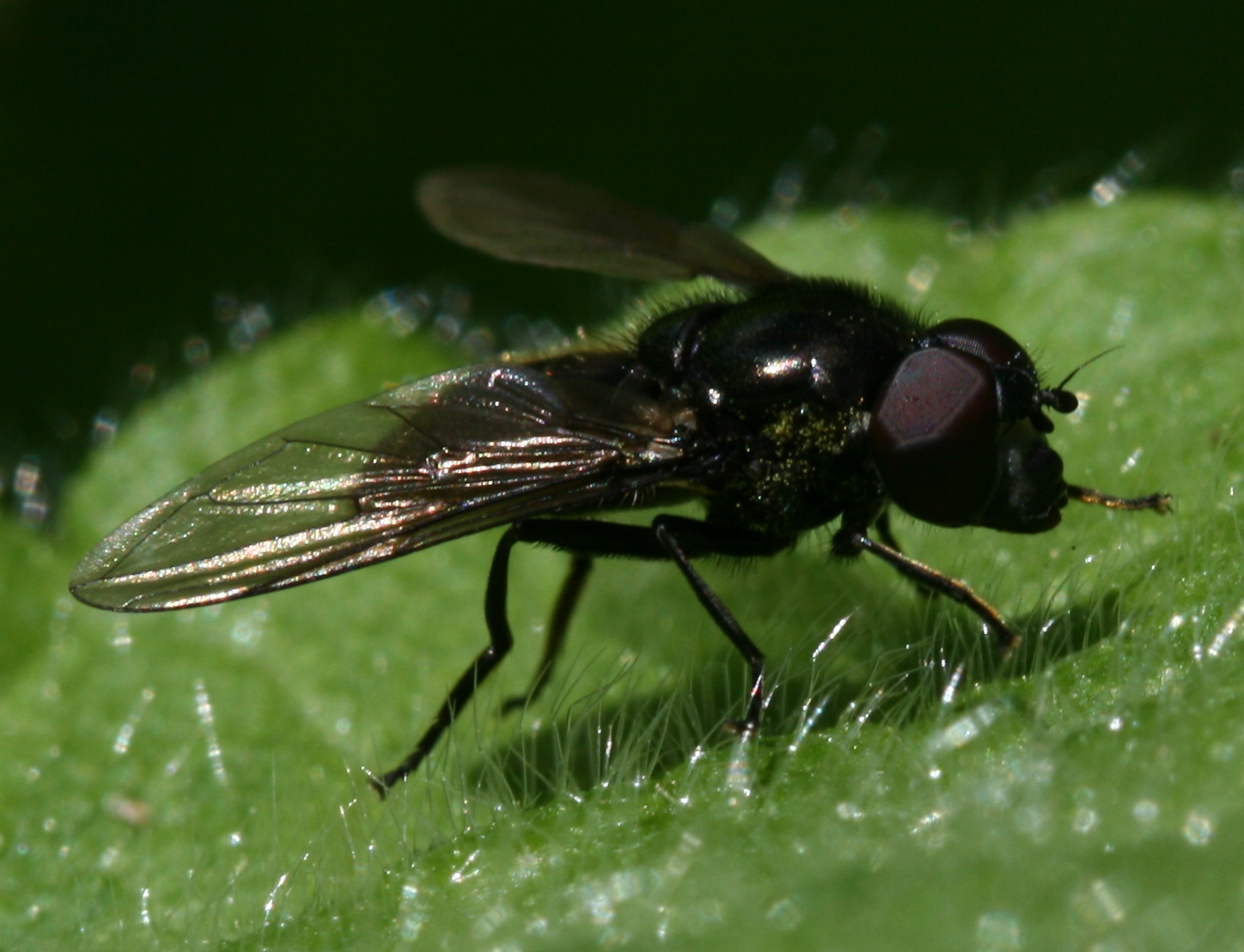
Cheilosia vicina

## Europäische Arten
- Cheilosia aerea Dufour, 1848
- Cheilosia ahenea (von Roser, 1840)
- Cheilosia alba Vujic & Claussen, 2000
- Weiden-Erzschwebfliege (Cheilosia albipila, Meigen, 1838)
- Weißfuß-Erzschwebfliege (Cheilosia albitarsis, Meigen, 1822)
- Cheilosia alpestris (Becker, 1894)
- Cheilosia alpina (Zetterstedt, 1838)
- Cheilosia amicorum van der Goot, 1964
- Cheilosia andalusiaca Torp Pedersen, 1971
- Cheilosia angustigenis (Becker, 1894)
- Cheilosia antiqua (Meigen, 1822)
- Cheilosia aristata Barkalov & Ståhls, 1997
- Cheilosia atriseta (Oldenberg, 1916)
- Cheilosia baldensis (Marcuzzi, 1941)
- Cheilosia balkana Vujic, 1994
- Cheilosia barbata Loew, 1857
- Cheilosia barovskii (Stackelberg, 1930)
- Cheilosia beckeri (Strobl, 1909)
- Cheilosia bergenstammi (Becker, 1894)
- Cheilosia brachysoma Egger, 1860
- Cheilosia bracusi Vujic & Claussen, 1994
- Cheilosia brevipennis (Becker, 1894)
- Cheilosia brunnipennis (Becker, 1894)
- Gänsedistel-Erzschwebfliege (Cheilosia caerulescens, Meigen, 1822)
- Korbblütler-Erzschwebfliege (Cheilosia canicularis, Panzer, 1801)
- Cheilosia carbonaria Egger, 1860
- Cheilosia chloris (Meigen, 1822)
- Cheilosia christophori (Becker, 1894)
- Pelzige Erzschwebfliege (Cheilosia chrysocoma, Meigen, 1822)
- Cheilosia clama Claussen & Vujic, 1995
- Cheilosia clausseni Barkalov & Ståhls, 1997
- Cheilosia crassiseta Loew, 1859
- Cheilosia cumanica (Szilády, 1938)
- Cheilosia curvitibia (Becker, 1894)
- Cheilosia cynocephala Loew, 1840
- Cheilosia derasa Loew, 1857
- Bärlauch-Erzschwebfliege (Cheilosia fasciata) Schiner & Egger, 1853
- Cheilosia faucis (Becker, 1894)
- Cheilosia flavipes (Panzer, 1798)
- Cheilosia fraterna (Meigen, 1830)
- Cheilosia frontalis Loew, 1857
- Cheilosia gagatea Loew, 1857
- Cheilosia gerstackeri (Becker, 1894)
- Cheilosia gibbosa (Becker, 1894)
- Cheilosia gigantea (Zetterstedt, 1838)
- Cheilosia granulata (Becker, 1894)
- Cheilosia griseifacies Vujic, 1994
- Cheilosia griseiventris Loew, 1857
- Cheilosia grisella (Becker, 1894)
- Cheilosia grossa (Fallén, 1817)
- Cheilosia herculana Bradescu, 1982
- Cheilosia hercyniae Loew, 1857
- Cheilosia himantopa (Panzer, 1798)
- Cheilosia hypena (Becker, 1894)
- Cheilosia iberica Marcos-Garcia & Claussen, 1989
- Bunte Erzschwebfliege (Cheilosia illustrata, Harris, 1780)
- Cheilosia imperfecta (Becker, 1921)
- Gelbflügel-Erzschwebfliege (Cheilosia impressa, Loew, 1840)
- Cheilosia impudens (Becker, 1894)
- Cheilosia ingerae Nielsen & Claussen, 2001
- Cheilosia ingrica Stackelberg, 1958
- Cheilosia insignis Loew, 1857
- Cheilosia katara Claussen & Vujic, 1993
- Cheilosia kerteszi (Szilády, 1938)
- Cheilosia kuznetzovae Skufjin, 1977
- Cheilosia laeviseta Claussen, 1987
- Cheilosia laeviventris Loew, 1857
- Cheilosia lasiopa (Kowarz, 1885)
- Cheilosia laticornis Rondani, 1857
- Cheilosia latifrons (Zetterstedt, 1843)
- Cheilosia latigenis Claussen & Kassebeer, 1993
- Cheilosia lenis (Becker, 1894)
- Cheilosia lenta (Becker, 1894)
- Cheilosia limbicornis (Strobl, 1909)
- Cheilosia loewi (Becker, 1894)
- Cheilosia longula (Zetterstedt, 1838)
- Cheilosia marginata (Becker, 1894)
- Cheilosia melanopa (Zetterstedt, 1843)
- Cheilosia melanura (Becker, 1894)
- Cheilosia metallina (Becker, 1894)
- Cheilosia montana Egger, 1860
- Fichtenharzfliege (Cheilosia morio, Zetterstedt, 1838)
- Cheilosia mutabilis (Fallén, 1817)
- Cheilosia nebulosa (Verrall, 1871)
- Cheilosia nigripes (Meigen, 1822)
- Cheilosia nivalis (Becker, 1894)
- Cheilosia orthotricha Vujic & Claussen, 1994
- Kleine Erzschwebfliege (Cheilosia pagana, Meigen, 1822)
- Cheilosia pallipes Loew, 1863
- Cheilosia paralobi Malski, 1962
- Cheilosia pascuorum (Becker, 1894)
- Cheilosia pedemontana Rondani, 1857
- Romigs Erzschwebfliege (Cheilosia pedestris, Becker, 1894)
- Cheilosia personata Loew, 1857
- Flügelfleck-Erzschwebfliege (Cheilosia pictipennis, Egger, 1860)
- Cheilosia pilifer (Becker, 1894)
- Cheilosia pini (Becker, 1894)
- Cheilosia planifascies (Becker, 1894)
- Cheilosia plumbella (Becker, 1894)
- Cheilosia polita (Becker, 1894)
- Cheilosia proxima (Zetterstedt, 1843)
- Cheilosia psilophthalma (Becker, 1894)
- Cheilosia pubera (Zetterstedt, 1838)
- Cheilosia ranunculi Doczkal, 2000
- Cheilosia rhodiolae Schmid, 2000
- Cheilosia rhynchops Egger, 1860
- Cheilosia rodgersi (Wainwright, 1911)
- Cheilosia rotundiventris (Becker, 1894)
- Cheilosia ruficollis (Becker, 1894)
- Cheilosia rufimana (Becker, 1894)
- Cheilosia sahlbergi (Becker, 1894)
- Cheilosia schineri Egger, 1860
- Cheilosia schnabli (Becker, 1894)
- Cheilosia scutellata (Fallén, 1817)
- Cheilosia semifasciata (Becker, 1894)
- Cheilosia siciliana Becker, 1894
- Cheilosia signaticornis (Becker, 1894)
- Cheilosia sootryeni Nielsen, 1970
- Cheilosia soror (Zetterstedt, 1843)
- Cheilosia submodesta (Becker, 1922)
- Cheilosia subpictipennis Claussen, 1998
- Cheilosia tonsa (Sack, 1938)
- Cheilosia umbrisquama (Becker, 1894)
- Cheilosia urbana (Meigen, 1822)
- Cheilosia uviformis (Becker, 1894)
- Cheilosia vangaveri (Timon-David, 1937)
- Gemeine Erzschwebfliege (Cheilosia variabilis, Panzer, 1798)
- Cheilosia varnensis Claussen, 2000
- Cheilosia velutina Loew, 1840
- Cheilosia venosa Loew, 1857
- Frühlings-Erzschwebfliege (Cheilosia vernalis, Fallén, 1817)
- Cheilosia vicina (Zetterstedt, 1849)
- Cheilosia violaceozonata Palma, 1863
- Cheilosia vujici Claussen & Doczkal, 1998
- Cheilosia vulpina (Meigen, 1822)